# Olive Hill (Kentucky)
Olive Hill ist eine City im Carter County im Nordosten des US-Bundesstaates Kentucky. Das U.S. Census Bureau hat bei der Volkszählung 2020 eine Einwohnerzahl von 1580 ermittelt.

## Geographie
Die Stadt liegt bei 38°18'4" Nord, und 83°10'27" West. (38,301007, −83,174091). Der Ort erstreckt sich über ein Areal von 5,2 km².

## Geschichte
Bereits nachdem 1792 die ersten Siedler in das heutige Kentucky einwanderten, ließen sich auch Farmer in der Umgebung des späteren Olive Hill nieder. Um 1800 baute ein gewisser Robert Henderson das erste Haus in der Nähe von Cold Springs an der heutigen Ostgrenze der Stadt. Sieben Jahre später folgte ihm sein Bruder George, der sich nur wenig entfernt, aber immerhin deutlich innerhalb der heutigen Stadtgrenzen, niederließ, was von den heutigen Stadtvätern als Initialzündung für die kommende Ansiedlung gesehen wurde. Diese Umgebung, in der sich in den folgenden Jahrzehnten weitere Familien niederließen, wurde passenderweise den ersten Siedlern zu Ehren "Henderson Branch" genannt.
Zu Anfang erfolgte die Einwanderung vom benachbarten Virginia aus Angst vor den Indianern noch zögerlich, aber spätestens seit den 1830er-Jahren waren auch diese Bedenken vorbei. Zunächst gehörte Olive Hill zum Fayette County, dann zum Greenup County und letztlich ab 1838 zum heutigen Carter County. Zu diesem Zeitpunkt entsprach die Stadt dem Klischee einer Grenzerstadt mit bescheidenem Wohlstand, deren Häuser rechts und links einer staubig bis schmutzigen Durchgangsstraße lagen.
Ursprünglich hatte man den Ort auf Veranlassung eines Captain E. P. Davis Oliver Hill benannt, um damit den ältesten Einwohner der Gemeinde, Thomas Oliver, zu ehren. Wie so oft in der Geschichte litt im Laufe der Zeit der Name unter der Aussprache der latent wortkargen Kentuckier – das „r“ „verschluckte“ man in der Regel, sodass daraus das heutige Olive Hill wurde. Der Name bürgerte sich rasch ein, zumal er als Warenzeichen die sowohl in den USA als auch international bekannten Ziegelsteine einer großen Ziegelbrennerei innerhalb der Stadtgrenzen schmückte.
Die erste Straße von besonderer Bedeutung für die Infrastruktur war der alte Highway von Catlettsburg nach Maysville, der auch von Andrew Jackson auf seinem Triumphzug zu den Feierlichkeiten zur Amtseinführung als US-Präsident in Washington, D.C. genutzt wurde.
Während des Sezessionskrieges wurde die Stadt vom General der Konföderierten, John Hunt Morgan, auf einem seiner Raids nach Kentucky niedergebrannt. Die Lokalhistorie berichtet, dass seine Truppen, als sie sich vom Osten der Stadt näherten, von einer kleinen Gruppe der Heimatgarde mit einigen Salven zunächst am Aufmarsch gehindert worden wären. Die "Grauen" hätten mehrmals das Feuer erwidert, wodurch sich die hoffnungslos unterlegene Bürgerwehr rasch zurückzog. Auf beiden Seiten hatte es keine Gefallenen gegeben, sodass die Truppen der Südstaaten relativ beruhigt durch die Stadt zogen. Erst beim Nachtlager auf den Anhöhen westlich der Stadt entschloss sich der General, Olive Hill durch einige Trupps für die vermeintliche Frechheit "abzustrafen".

## Politik
Bürgermeister der Stadt ist Danny Sparks.

## Demographie
Dem United States Census 2000 zufolge leben in Olive Hill 1.813 Einwohner in 791 Haushalten und 488 Familien. Die Bevölkerungsdichte beträgt 348,3 Menschen/km². Die Bevölkerung der Stadt teilt sich in 98,73 Prozent Weiße, 0,17 % Afroamerikaner, 0,50 % Indianer, und 0,11 Prozent entstammen anderer ethnischer Herkunft bzw. 0,50 % leiten ihre Abstammung von zwei oder mehr Ethnien ab. 0,61 Prozent der Bevölkerung sind hispanischer oder lateinamerikanischer Abstammung.
In 26,5 Prozent der Haushalte leben minderjährige Kinder bei ihren Eltern, in 44,5 % wohnen verheiratete Paare, in 14,5 % leben allein erziehende Mütter, und in 38,2 % leben keine Familien bzw. unverheiratete Paare. 34,8 % aller Haushalte werden von einer einzelnen Person geführt und in 18,6 % der Wohnungen lebt eine alleinstehende Person, die älter als 65 Jahre ist. Die durchschnittliche Größe eines Haushalts beträgt 2,28 und die durchschnittliche Familiengröße 2,93 Personen.
Die Altersstruktur der städtischen Bevölkerung Olive Hills spaltet sich folgendermaßen auf: 24,5 % unter 18 Jahren, 8,3 % zwischen 18 und 24 Jahren, 24,4 % im Alter zwischen 25 und 44, 24,4 % zwischen 45 und 64, sowie 18,4 Prozent, die älter als 65 Jahre sind. Das durchschnittliche Alter beträgt 39 Jahre.
Auf je 100 Frauen kommen 83,7 Männer. Nimmt man das Vergleichsalter 18 Jahre oder älter an, so ergibt sich sogar ein Verhältnis von 100:78,0.
Das durchschnittliche Einkommen eines Haushaltes dieser Stadt beträgt 22.958 Dollar, das mittlere Einkommen einer Familie 31.071 $. Männer verfügen über ein Einkommen von 24.063 gegenüber nur 19.191 $ bei Frauen. Das Pro-Kopf-Einkommen innerhalb der Stadt beträgt 12.628 Dollar. 24,8 Prozent der Bevölkerung und 16,7 % der Familien leben unterhalb der Armutsgrenze. In Bezug auf die Gesamtbevölkerung Olive Hills leben 35,1 % der unter 18-Jährigen und 23,5 % der über 65-Jährigen jenseits der Armutsgrenze.

## Sehenswürdigkeiten
- Für seine Auftraggeberin Aline Barnsdall plante der Architekt Rudolph Schindler, ein Schüler Frank Lloyd Wrights, einige kleine Bauprojekte in Olive Hill, von denen das Projekt, ein zur Seeseite transparentes Haus, 1927 nicht zustande kam.
- Carter Caves State Resort Park
- Grayson Lake State Park, mit Sandstein-Canyons, der früher bevorzugter Siedlungsgrund der Shawnee und Cherokee-Indianer war
- Cave Run Lake

## Kultur
- Der Radiosender WDNX sendet auf der Frequenz 89,1 MHz ein hauptsächlich religiös geprägtes Programm.
- Annual Carter County, Shriners Club Bluegrass Festival
- Annual Poppy Mountain, Time Out Bluegrass Festival
- Da die Stadt nie ein normales Theater oder ein Autokino besaß, laden die Stadtväter am jeweils ersten Freitag in den Sommermonaten Juni, Juli und August die Familien zum kostenlosen Freiluftkino im historischen Zentrum der Gemeinde, bei dem sie jedoch ihre Sitzgelegenheiten selbst mitbringen dürfen bzw. müssen.

## Bildungseinrichtungen
- West Carter High School, Olive Hill

## Persönlichkeiten
- Tom T. Hall (1936–2021), Countrymusiker
- Stephanie Bond, Romanautorin
- Dwain Messer, Country- und Studiomusiker